# Аспросин
Аспросин (англ. Asprosin) представляет собой белок, гормон которого продуцируется белой жировой тканью у млекопитающих (и, возможно, другими тканями), который затем транспортируется в печень и стимулирует её, чтобы выпустить глюкозу в кровоток. Аспросин печени активирует быстрое высвобождение глюкозы ц-АМФ-зависимого пути. Выпуск глюкозы в печени в кровоток имеет жизненно важное значение для функции мозга и выживания во время голодания. Люди с неонатальным прогероидным синдромом имеют недостаточное количество гормона Аспросина, в то время как люди с резистентностью к инсулину имеют его в изобилии.
Аспросин генерируется из гена FBN1 (аминокислотные остатки 2732—2871), который также создает белок Фибриллин.

## Открытие
Аспросин был идентифицирован лабораторией доктора Атул Чопры и его коллегами медицинского колледжа Бейлор, Хьюстон, штат Техас. В исследовании, проанализировали ДНК двух пациентов с неонатальным прогероидным синдромом (НПС).НПС-пациенты страдают от двух различных патологий — синдрома Марфана, в связи с мутациями белка фибриллина, а также снижением производства глюкозы в печени из-за отсутствия аспросина. Усечение FBN1-мутации в этих больных приводит к двум последствиям на уровне белка — производство мутантного / усеченного Фибриллин белка, и в результате доминантного и негативного его эффекта, имеет очень низкий уровень плазмы аспросина.

## Терапевтический потенциал
В опытах на животных аспросин показал потенциал для лечения сахарного диабета 2 типа. Когда направленные антитела Аспросина вводили мышам, и больным диабетом, уровень глюкозы в их крови и уровень инсулина улучшился.